# 제23공군
제23공군 (공군 특수작전군)(영어: Twenty-Third Air Force (Air Forces Special Operations Forces) (23 AF))는 미국 공군 공군특수작전사령부 산하의 유일한 서수공군이자 작전부대였다. 
첫번째 제23공군은 지휘부가 되기 전의 공군특수작전사령부로, 1983년 2월 10일부터 1990년 5월 21일까지 서수공군이었다. 이 제23공군은 이름만 같은 개별적인 계보를 가진 공군 부대로서 2008년 1월 1일부터 2013년 4월 4일까지 존재하였다.

## 역사
2007년 11월 30일에 설립되었다. 
2008년 1월 1일, 공군특수작전사령부 산하의 공군 특수작전군이 제623항공우주작전센터로 재편성되어, 제23공군의 지휘통제부대로 전속하였다.
2013년 4월 4일, 길어지는 테러와의 전쟁으로 부족해진 예산을 확보하기 해산하였다. 제23공군의 지휘통제부대인 제623항공우주작전센터는 앞서 2013년 2월 11일에 공군특수작전사령부 작전센터로 임무, 기능, 인적자원을 이전하고 해산하였다.

## 산하 조직

### Squadrons
- 제18비행시험대대; 2008년 1월 1일 ~ 2013년 4월 4일

### Centers
- 제623항공우주작전센터; 2008년 1월 1일 ~ 2013년 2월 11일

## 기록

### 계보
- 2007년 11월 30일, Twenty-Third Air Force (Air Forces Special Operations Forces)→제23공군 (공군 특수작전군)으로 설립되었다.
2008년 1월 1일, 활동을 시작함.
2013년 4월 4일, 활동을 멈춤.

### 소속
- 공군특수작전사령부; 2008년 1월 1일 ~ 2013년 4월 4일

### 기지
- 플로리다주 헐버트 비행장; 2008년 1월 1일 ~ 2013년 4월 4일

## 인용
1. ↑  Bailey, Carl E. (2008년 1월 28일).  Haulman, Daniel L., 편집. “623 Air and Space Operations Center (AFSOC)”. 《Air Force Historical Research Agency》 (미국 영어). 2025년 5월 5일에 확인함.

- Kane, Robert B. (2009년 6월 30일).  Haulman, Daniel L., 편집. “Twenty-Third Air Force (AFSOC)”. 《Air Force Historical Research Agency》. 2025년 5월 27일에 확인함.